# Єдвабне (гміна)
Гміна Єдвабне (пол. Gmina Jedwabne) — місько-сільська гміна у східній Польщі. Належить до Ломжинського повіту Підляського воєводства.
Станом на 31 грудня 2011 у гміні проживало 5596 осіб.

## Територія
Згідно з даними за 2007 рік площа гміни становила 159.42 км², у тому числі:
- орні землі: 77.00%
- ліси: 17.00%

Таким чином, площа гміни становить 11.77% площі повіту.

## Населення
Станом на 31 грудня 2011:
| Опис     | Загалом | Загалом | Чоловіки | Чоловіки | Жінки | Жінки |
| -------- | ------- | ------- | -------- | -------- | ----- | ----- |
| одиниця  | осіб    | %       | осіб     | %        | осіб  | %     |
| все      | 5596    | 100     | 2817     | 50.34    | 2779  | 49.66 |
| міське   | 1871    | 100     | 904      | 48.32    | 967   | 51.68 |
| сільське | 3725    | 100     | 1913     | 51.36    | 1812  | 48.64 |

## Сусідні гміни
Гміна Єдвабне межує з такими гмінами: Візна, Пйонтниця, Пшитули, Радзілув, Ставіські, Тшцянне.